# Liste des personnalités sportives canadiennes

## Athlétisme
- Donovan Bailey
- Bruny Surin
- Ben Johnson

## Soccer
- Craig Forrest
- Tomasz Radzinski
- Julian de Guzman
- Paul Stalteri

## Baseball
- Éric Gagné
- Jason Bay
- Larry Walker
- Russell Martin
- Justin Morneau
- Rich Harden
- Rhéal Cormier
- Corey Koskie
- Pete Laforest
- Matt Stairs

## Football
- Louis-Philippe Ladouceur
- Jean-Philippe Darche
- Mike Vanderjagt
- Laurent Duvernay-Tardif

## Basket-ball
- Steve Nash
- Samuel Dalembert
- Jamaal Magloire
- Rick Fox
- Todd MacCulloch

## Course automobile
- Patrick Carpentier
- Jacques Duval
- Gilles Villeneuve
- Jacques Villeneuve
- Greg Moore
- Bruno Spengler
- Andrew Ranger
- Alexandre Tagliani
- Lance Stroll
- Nicholas Latifi

## Cyclisme
- Steve Bauer
- Lyne Bessette
- Curt Harnett
- Clara Hughes
- Geneviève Jeanson
- Ryder Hesjedal
- Guillaume Boivin
- Leah Kirchmann

## Hockey sur glace
- Patrice Bergeron
- Patrice Brisebois
- Steve Bégin
- Francis Bouillon
- Mike Ribeiro
- Henri Richard
- Bernard Geoffrion
- André Savard
- José Théodore
- Martin St-Louis
- Patrick Marleau
- Bobby Orr
- Joe Thornton
- Gino Odjick
- Georges Laraque
- Sidney Crosby
- Eric Staal
- Joe Sakic
- Jonathan Cheechoo
- Marc Savard
- Brad Richards
- Jason Spezza
- Dany Heatley
- Paul Kariya
- Andy McDonald
- Simon Gagne
- Alex Tanguay
- Jason Arnott
- Brendan Shanahan
- Kris Draper
- Justin Williams
- Cory Stillman
- Todd Bertuzzi
- Ryan Smyth
- Shawn Horcoff
- Shane Doan
- Mike Knuble
- Brad Boyes
- Jarret Stoll
- Bryan McCabe
- Jarome Iginla
- Ray Bourque
- Bob Gainey
- Wayne Gretzky
- Guy Lafleur
- Vincent Lecavalier
- Mario Lemieux
- Joe Malone
- Bud Poile
- Steve Sullivan
- Mark Recchi
- Yanic Perreault
- Brenden Morrow
- Chris Pronger
- Maurice Richard
- Patrick Roy
- Carl Mallette
- Marc-André Thinel
- Sébastien Thinel

## Patinage artistique
- Shae-Lynn Bourne
- Isabelle Brasseur
- Kurt Browning
- Bryce Davison
- Jessica Dubé
- Lloyd Eisler
- Victor Kraatz
- Scott Moir
- Brian Orser
- David Pelletier
- Cynthia Phaneuf
- Joannie Rochette
- Jamie Salé
- Barbara Ann Scott
- Elvis Stojko
- Tessa Virtue

## Patinage de vitesse
- Gaétan Boucher
- Marc Gagnon
- Catriona Lemay-Doan
- Marianne St-Gelais

## Plongeon
- Sylvie Bernier
- Alexandre Despatie
- Émilie Heymans
- Anne Montminy
- Annie Pelletier

## Rugby à XV
| - Aaron Abrams - Dan Baugh - Mark Cardinal - Aaron Carpenter - Al Charron - Jamie Cudmore - Glen Ennis - Eddie Evans - Forrest Gainer | - John Graf - Norm Hadley - Dan Jackart - Josh Jackson - Mike James - Dave Lougheed - Colin McKenzie - Gord MacKinnon | - Phil Murphy - Pat Palmer - Taylor Paris - Benoît Piffero - James Pritchard - Gareth Rees - Djustice Sears-Duru - Rod Snow - Winston Stanley - Christian Stewart - Scott Stewart - Karl Svoboda | - Patrick Sykes - Kevin Tkachuk - Jon Thiel - Chris Tynan - DTH van der Merwe - Morgan Williams - Mark Wyatt - Kevin Yates - Colin Yukes |

## Ski
- Jean-Luc Brassard
- Nancy Greene
- Beckie Scott